# Fuso orario di Srednekolymsk
| Verde scuro | Fuso orario di Kaliningrad (UTC+2).    |
| Rosso       | Fuso orario di Mosca (UTC+3).          |
| Celeste     | Fuso orario di Samara (UTC+4).         |
| Giallo      | Fuso orario di Ekaterinburg (UTC+5).   |
| Ciano       | Fuso orario di Omsk (UTC+6).           |
| Pistacchio  | Fuso orario di Krasnojarsk (UTC+7).    |
| Viola       | Fuso orario di Irkutsk (UTC+8).        |
| Blu         | Fuso orario di Jakutsk (UTC+9).        |
| Verde       | Fuso orario di Vladivostok (UTC+10).   |
| Albicocca   | Fuso orario di Srednekolymsk (UTC+11). |
| Rosso scuro | Fuso orario della Kamčatka (UTC+12).   |

Il fuso orario di Srednekolymsk (in russo Среднеколымское время?, Srednekolymskoe vremja, in inglese Srednekolymsk Time, sigla SRET) è il decimo degli undici fusi orari in cui è ripartito il territorio della Federazione Russa dal 26 ottobre 2014, per effetto della legge federale del 3 giugno 2011 n. 107-F3 "Sul calcolo del tempo", così come modificata in data 21 luglio 2014.
Tale fuso orario corrisponde allo standard internazionale UTC+11 e si colloca 8 ore in anticipo rispetto al fuso orario di Mosca (MSK+8). Prende nome dalla città di Srednekolymsk e costituisce l'orario ufficiale della parte nord-orientale della Sacha-Jacuzia e delle Oblast' di Sachalin e di Magadan.
Come tutti i fusi orari della Federazione Russa, il fuso di Srednekolymsk non prevede il passaggio all'ora legale.

## Storia
Il fuso orario di Srednekolymsk ha sostituito, col valore di MSK+8, il fuso orario di Magadan (corrispondente fino al 2011 a UTC+11 e tra il 2011 e il 2014 a UTC+12) nell'ottobre 2014, a seguito del passaggio dell'Oblast' di Magadan all'interno del fuso orario di Vladivostok (MSK+7, UTC+10).

## Territori compresi nel fuso orario di Srednekolymsk
- Circondario federale dell'Estremo Oriente:
  -  Sacha-Jacuzia:
    - Srednekolymskij ulus
    - Momskij ulus
    - Verchnekolymskij ulus
    - Nižnekolymskij ulus
    - Allaichovskij ulus
    - Abyjskij ulus

  -  Oblast' di Magadan
  -  Oblast' di Sachalin